# Chordáki
Chordáki, en grec moderne : Χωρδάκι ou Χορδάκι, est un village du dème d'Amári, dans le district régional de Réthymnon de la Crète, en Grèce. Selon le recensement de 2011, la population de Chordáki compte 9 habitants.
Le village est situé à une distance de 53 km de Réthymnon, à une altitude de 460 mètres.

## Recensements de la population
| Recensements | 1900 | 1920 | 1928 | 1940 | 1951 | 1961 | 1971 | 1981 | 1991 | 2001 | 2011 |
| ------------ | ---- | ---- | ---- | ---- | ---- | ---- | ---- | ---- | ---- | ---- | ---- |
| Population   | 68   | 77   | 77   | 79   | 96   | 88   | 52   | 38   | /    | 18   | 9    |

## Source de la traduction
- (el) Cet article est partiellement ou en totalité issu de l’article de Wikipédia en grec moderne intitulé « Χωρδάκι Ρεθύμνης » (voir la liste des auteurs).